# Ludwig Gumplowicz
Ludwig Gumplowicz (9. marts 1838 i Kraków - 19. august 1909) var en østrigsk retslærd og sociolog.
Gumplowicz blev 1876 docent i Graz, 1882 ekstraordinær og 1893 ordentlig professor sammesteds. Foruden statsretten — Philosophisches Staatsrecht (1877, 3. oplag under titlen Allgemeines Staatsrecht 1907), Verwaltungslehre mit besonderer Berücksichtigung des österreichischen Verwaltungsrechts (1882), Einleitung in das österreichische Staatsrecht (1889), Das österreichische Staatsrecht (1891, 3. oplag i forbindelse med Rudolph Bischoff 1907) — har særlig sociologien været genstand for Gumplowicz’ forskning. Af hans herhenhørende skrifter, der har vundet stor udbredelse og er oversatte på adskillige sprog, skal fremhæves: Der Rassenkampf. Sociologische Untersuchungen (1883, 2. oplag 1909), Grundriss der Sociologie (1885, 2. udgave 1905), Sociologie und Politik (1892), Sociologische Essays (1899), Die sociologische Staatsidee (2. oplag 1902) og Sozialphilosophie im Umriss (1910). Han har desforuden blandt andet skrevet Das Recht der Nationalitäten und Sprachen in Österreich-Ungarn (1879), Rechtsstaat und Socialismus (1881), Österreichische Reichsgeschichte (2. udgave 1896) og Geschichte der Staatstheorien (1905).